# Black and Blue – Du entkommst mir nicht
Black and Blue – Du entkommst mir nicht (Alternativtitel: Genug ist genug; Originaltitel: Black and Blue) ist ein US-amerikanisches Filmdrama von Paul Shapiro aus dem Jahr 1999. Das Drehbuch von April Smith beruht auf dem Roman Black and Blue von Anna Quindlen.

## Handlung
Die Krankenschwester Frances Benedetto ist mit Bobby, einem Polizeiermittler, verheiratet. Bobby wird häufig gewalttätig; die Misshandlungen dauern seit vielen Jahren an. Die Beziehungen ihres Mannes bei der Polizei halten Frances von der Erstattung einer Strafanzeige ab.
Frances und ihr Sohn Robert fliehen; sie verstecken sich in einem entfernten Ort unter der falschen Identität. Sie versuchen, neue Freunde zu finden und ein normales Leben zu führen. Frances beginnt eine Beziehung mit dem Lehrer Mike Riordan, der sich mit ihrem Sohn anfreundet. Sie offenbart Mike, dass sie unter einem falschen Namen lebt und vor ihrem gewalttätigen Ehemann geflohen ist.
Robert ruft seinen Vater an; seiner erschrockenen Mutter wirft er vor, sie habe ihn belogen. Bobby findet seine untergetauchte Familie und verprügelt Frances. Riordan findet sie später blutend auf dem Boden ihres Hauses.
Bobby nimmt seinen Sohn mit und taucht unter. Frances ist einige Jahre später mit Mike verheiratet, sie hat von ihm eine Tochter. Die jahrelange Suche nach ihrem Sohn bleibt erfolglos. Eines Tages trifft Robert zufällig auf der Straße seine Tante. Er ruft in der letzten Szene seine Mutter an.

## Kritiken
Das Lexikon des internationalen Films schrieb, der Film sei „subtil“, verzichte auf „explizite Gewaltdarstellung“ und schaffe eine „bedrückende Atmosphäre“. Das Drehbuch weise Schwächen auf, die jedoch die „überzeugenden“ Leistungen der Hauptdarsteller ausgleichen würden.
Die Zeitschrift TV direkt bezeichnete den Film als „packend“.

## Auszeichnungen
Will Rothhaar wurde im Jahr 2000 für den Young Artist Award nominiert.

## Hintergrund
Der Film wurde in Toronto gedreht.